# Ciudad del Nombre de Jesús
La Ciudad del Nombre de Jesús fue la primera población no aborigen en el estrecho de Magallanes. Fue fundada por el marino español Pedro Sarmiento de Gamboa, el 11 de febrero de 1584, como parte del intento español por colonizar el estrecho de Magallanes. Estaba ubicada en lo que hoy es la Patagonia argentina.

## Historia
La expedición española al mando de Fernando de Magallanes, después de bordear la costa atlántica de la Patagonia, llegó al cabo Vírgenes el 21 de octubre de 1520 descubriendo un enorme estrecho, que en su honor sería llamado estrecho de Magallanes. Como ese día era la festividad de Santa Úrsula y las Once Mil Vírgenes, él bautizó al cabo con dicho nombre. Este estrecho era el anhelado paso interoceánico hacia las islas de Maluco —llamadas también islas Molucas e islas de las Especias—, pasaje el cual se intuía que debía existir.
Posteriormente los españoles abandonaron la ruta de Magallanes por "impracticable" y anunciaron a los cuatro vientos que «una mole de piedra o isleta arrastrada por las tempestades» había taponado el estrecho. El corsario Francis Drake ―por encargo de la reina de Inglaterra Isabel I― no creyó la historia y a mediados de 1578 cruzó por el paso interoceánico y, de Valparaíso al Callao, saqueó todos los puertos del Pacífico.
El rey Felipe II de España se apresuró a enviar una expedición al mando de Diego Flores de Valdés para sellar el estrecho con guarniciones, con el objeto de crear dos poblaciones con 350 colonos y 400 soldados para cada fuerte. Pedro Sarmiento de Gamboa sería el gobernador de las colonias a fundar.
Partieron desde el puerto de Sanlúcar de Barrameda con 23 embarcaciones y 3000 personas, entre marinos, soldados, sacerdotes y colonos con sus mujeres e hijos.
Luego de un largo periplo en donde un violento temporal se tragó 5 embarcaciones, apenas 5 naves llegaron al estrecho el 17 de febrero de 1583; aunque los persistentes vientos le impidieron entrar. Valdés ordenó el regreso, pero al encontrar en Río de Janeiro 4 carabelas de refuerzo, Sarmiento de Gamboa continuó la empresa con seis barcos, logrando finalmente desembarcar 116 soldados, 48 marineros, 58 colonos, 13 mujeres y 10 niños, y con ellos, en la ribera norte del estrecho, en el valle de las Fuentes, cerca de cabo Vírgenes y de la salida atlántica del estrecho, el 11 de febrero de 1584, plantó la ciudad del Nombre de Jesús, primer poblado hispánico de la Patagonia, ubicado al sur de la actual Provincia de Santa Cruz, Argentina.
Antes de lograr bajar al resto de la tropa y las provisiones, un violento temporal cortó las amarras de la escuadra y la arrastró mar afuera. Tras 10 días de lucha contra las olas, todo intento de arrimarse al poblado resultó infructuoso, por lo que el capitán Diego de Ribera se amotinó, logrando que 3 naves se plegasen, marchándose todos ellos a España. De este modo, de la gran expedición solo quedaban abandonados en Nombre de Jesús 245 desdichados, mal vestidos, peor calzados, con escasas provisiones, y sin abrigos. En el estrecho les quedaba solo un buque: el Santa María de Castro.
Posteriormente, 74 soldados marcharon a pie setenta leguas, flanqueados por la única nave, arribando a las márgenes de la costa de bahía Buena, donde el 25 de marzo de 1584 Sarmiento de Gamboa fundó la Ciudad del Rey Felipe, a pocos kilómetros de la actual Punta Arenas, Chile. Mientras tanto, las 180 personas que quedaron en Nombre de Jesús edificaban, trabajaban la tierra (aunque sus cultivos jamás prosperaron) buscaban mejillones, lapas, frutos negros del calafate, legumbres dulces y raíces que asadas tenían gusto a nabo. Como tan solo quedaba una embarcación, Sarmiento de Gamboa decidió regresar a España en búsqueda de más pobladores, soldados y alimentos, pero como durante el viaje fue capturado como prisionero, recién logró llegar en 1590, para entonces, ya era demasiado tarde.
Los habitantes de Nombre de Jesús, a causa de la falta de ayuda externa, y ante la dificultad de conseguir alimentos, terminaron abandonando el poblado, desplazándose hacia el oeste en una penosa marcha a pie por las costas del estrecho en busca de la Ciudad del Rey Felipe.
Los colonos y soldados fueron muriendo de hambre uno a uno, sobreviviendo tan solo Tomé Hernández gracias a que tres años después, en enero de 1587, logró embarcarse en una nave inglesa capitaneada por Thomas Cavendish. Potentes vientos del oeste impidieron al marino rescatar los últimos 20 colonos que continuaban con vida, de los cuales no se supo nada más sobre su destino. Gracias al relato de Tomé Hernández en 1620, se conoció la desdichada historia de la frustrada colonización.

## El descubrimiento del poblado perdido

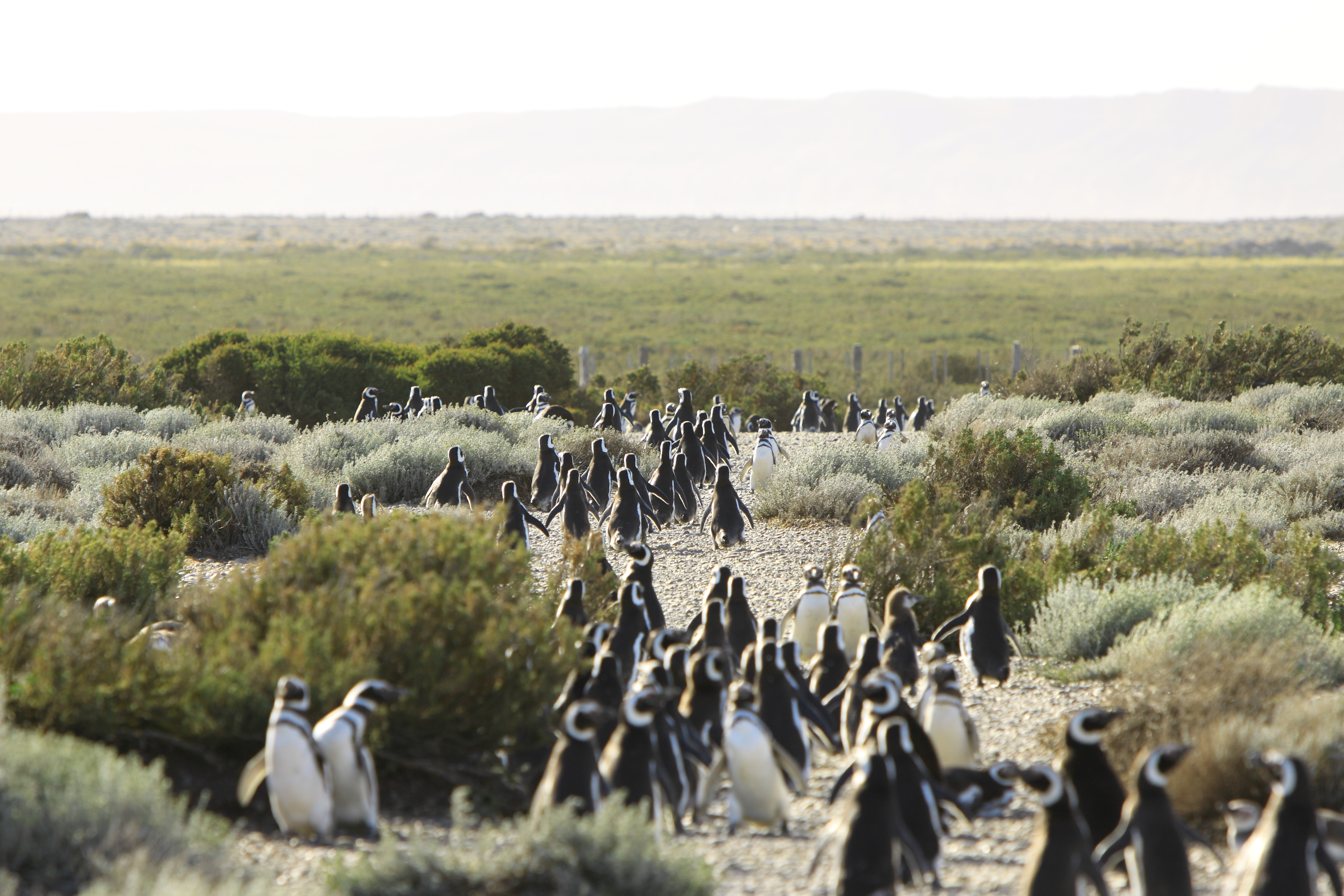
Pingüinos magallánicos (Spheniscus magellanicus) en la colonia de nidificación de la Reserva Provincial Cabo Vírgenes. Los restos de la Ciudad del Nombre de Jesús se encuentran al pie de los acantilados que se observan al fondo de la fotografía

A comienzos del siglo XXI finalmente un equipo de investigadores logró dar con los restos de la antigua localidad.
Los estudios previos fueron efectuados por el doctor Luis Borrero. Posteriormente, intervinieron las arqueólogas argentinas Ximena Senatore y Mariana de Nigris (del Conicet) e Isabel Cruz (de la Universidad Nacional de la Patagonia Austral).
- 2003. Primera campaña. Se definió el área de trabajo y se halló el cuerpo de un indígena masculino de unos 13 años fechado por carbono-14 entre el año 1507 y el 1697.
- 2005. Segunda campaña. Se identificaron tres enterratorios de europeos de entre 16 y 24 años, dos hombres y una mujer. Sus restos óseos no muestran improntas de violencia, pero exhiben una marcada desnutrición.

Sobre una de las sepulturas cristianas, a 1,5 m de profundidad, ocurrió el hallazgo más trascendente el cual hizo a las investigadoras llorar de emoción: el lugar de la fundación del poblado, tal como se desprende de las narrativas históricas. Según estas:

Sarmiento de Gamboa tomó una pala y cavó las primeras azadonas donde se debía de hacer el altar mayor en nombre de la Santísima Trinidad; puso en el hoyo la primera piedra en el nombre de Jesucristo Nuestro Señor y en nombre de Vuestra Majestad poniendo una gran moneda de plata con las armas, con año y día, testimonio e instrumento escrito en pergamino embreado, entre carbón, en una botija con el testimonio de la posesión.

Precisamente, las arqueólogas desenterraron una moneda de 8 reales con el escudo de Castilla y León
, restos de una botija española de cerámica, y dos planchas de metal.

## El paraje en la actualidad
En ese sitio histórico se encuentra un monumento que recuerda el lugar exacto donde Sarmiento de Gamboa fundó Nombre de Jesús. Este poblado se localizaba en el único manantial de agua potable de la zona: al pie de una meseta al noroeste de la actual reserva natural Cabo Vírgenes que es un área protegida ubicada en la provincia de Santa Cruz, Argentina, donde se encuentra una de las pingüineras más importantes de las costas del Atlántico.
Existe también en la zona contigua un cementerio en el que descansan los restos de náufragos, con una antigüedad superior a los 100 años. La reserva fue creada en 1986, ocupa 1230 ha, y hospeda la tercera colonia de pingüinos magallánicos del mundo: alrededor de doscientos mil ejemplares, además de  petreles, chorlos, gaviotas y cormoranes.